# Covington, Virginia
Covington là một thành phố quận lỵ quận Alleghany, tiểu bang Virginia, Hoa Kỳ. Thành phố có diện tích km², dân số thời điểm năm 2000 theo điều tra của Cục điều tra dân số Hoa Kỳ là 6303 người2.